# Marcipa apicalis
Marcipa apicalis là một loài bướm đêm trong họ Erebidae.